# Otto Himmelstrup Hvidberg
Otto Himmelstrup Hvidberg (25. september 1771 – 15. januar 1822) var en dansk politidirektør.
Otto Himmelstrup Hvidberg var en præstesøn fra Bælum. Hans forældre var Bolle Nicolai Hvidberg og Louise født Mørch. Efter at han havde taget dansk juridisk eksamen 1796 og samme år var blevet privat indskreven ved Københavns Universitet udnævntes han 1800 til politifuldmægtig i København og 1802 tillige passkriver.
1808 blev Hvidberg sekretær og kontorchef ved Københavns Brandkommission og fik 1810 titel af kancelliråd. 1811 blev han sekretær og bogholder ved Havne- og opmudringsvæsenet, 1811-12 var han tillige kasserer ved Vandvæsenet.
1815 henledte han opmærksomheden på sig ved at besvare en prisopgave om Hemmelsen af Tyverier, og samme år udnævntes han til politidirektør under gehejmestatsminister Frederik Julius Kaas og chef for Københavns Politivæsen. Han var imidlertid ikke stillingen voksen, især under de vanskelige forhold under Jødefejden i 1819 mærkedes dette; han afskedigedes derfor i nåde 1. januar 1820 med bevidnelse af kong Frederik 6.s tilfredshed med hans embedsførelse. Kort efter fik han bestalling som overretsprokurator, en stilling han beholdt til sin død.

## Privatliv
Hvidberg ægtede 1799 Christiane Helene Charlotte født Ziervogel, datter af kommandør H. G. Ziervogel; efter at være blevet skilt fra hende giftede han sig 1813 med Christiane Charlotte født Gerner, datter af kommandørkaptajn J. Gerner, og efter dennes død indgik han 1821 ægteskab med Anne Qvist født Schmidt, hvis fader var kordegn i Hobro.